# Mercedes-AMG GT II
La Mercedes-AMG GT II est un coupé 2+2 sportif produit par le constructeur automobile allemand Mercedes-AMG à partir de 2023. Elle remplace la première génération de GT produite de 2014 à 2021.

## Présentation
La Mercedes-AMG GT de seconde génération est dévoilée dans une version camouflée au Festival de vitesse de Goodwood en juillet 2023 avant sa présentation officielle le 18 août 2023 à la Monterey Car Week lors du Pebble Beach Concours d'Elegance. Sa présentation publique européenne se déroule lors du salon de l'automobile de Munich 2023.

## Caractéristiques techniques
Contrairement à la première génération, la GT II est dotée de quatre roues motrices de série et elle reçoit 2 sièges supplémentaires à l'arrière en faisant une 2+2. Elle repose sur la plateforme technique MSA du constructeur et dérive de la Mercedes-AMG SL, dont elle est la version coupé et sportive.

### Motorisations
| Logo de Mercedes-Benz                | Mercedes-AMG GT                             | Mercedes-AMG GT                             | Mercedes-AMG GT                             | Mercedes-AMG GT                             | Mercedes-AMG GT                                                  |
| Logo de Mercedes-Benz                | GT43                                        | GT55 4Matic+                                | GT63 4Matic+                                | GT63 PRO 4MATIC+                            | GT63 S E Performance 4matic+                                     |
| ------------------------------------ | ------------------------------------------- | ------------------------------------------- | ------------------------------------------- | ------------------------------------------- | ---------------------------------------------------------------- |
| Type de moteur                       | 4-cylindres en ligne                        | 8-cylindres en V                            | 8-cylindres en V                            | 8-cylindres en V                            | 8-cylindres en V                                                 |
| Alimentation                         | Turbocompressé                              | Bi-turbocompressé                           | Bi-turbocompressé                           | Bi-turbocompressé                           | Bi-turbocompressé                                                |
| Cylindrée (cm3)                      | 1991                                        | 3982                                        | 3982                                        | 3982                                        | 3982                                                             |
| Puissance maximale ch (kW)           | 421 (310)                                   | 476 (350)                                   | 585 (430)                                   | 612 (450)                                   | thermique : 639 (470) électrique : 204 (150) cumulée : 843 (620) |
| au régime de : (tr/min)              | 6750                                        |                                             |                                             |                                             |                                                                  |
| Couple maximal (N m)                 | 500                                         | 700                                         | 800                                         | 850                                         | thermique : 900 électrique : 320 cumulée : 1470                  |
| au régime de : (tr/min)              |                                             |                                             |                                             |                                             |                                                                  |
| Boîte de vitesses                    | Automatique AMG Speedshift MCT à 9 rapports | Automatique AMG Speedshift MCT à 9 rapports | Automatique AMG Speedshift MCT à 9 rapports | Automatique AMG Speedshift MCT à 9 rapports | Automatique AMG Speedshift MCT à 9 rapports                      |
| Transmission                         | Propulsion                                  | Intégrale (4Matic)                          | Intégrale (4Matic)                          | Intégrale (4Matic)                          |                                                                  |
| Vitesse maximale (km/h)              | 280                                         | 295                                         | 315                                         | 317                                         | 316 électrique : 135                                             |
| 0-100 km/h (s)                       | 4,6                                         | 3,9                                         | 3,2                                         | 2,8                                         | 2,9                                                              |
| Consommation (L/100 km)              | 10,3                                        | 14,1                                        | 14,1                                        |                                             | 7,9                                                              |
| Émissions de CO2 (g/km)              | 235                                         | 319                                         | 319                                         |                                             | 180                                                              |
| Masse à vide (kg)                    | 1775                                        | 1970                                        | 1970                                        |                                             | 2380                                                             |
| Capacité du réservoir (L)            | 72                                          | 72                                          | 72                                          | 72                                          | 72                                                               |
| Norme environnementale               | Euro 7                                      | Euro 7                                      | Euro 7                                      | Euro 7                                      | Euro 7                                                           |
| Batterie                             |                                             |                                             |                                             |                                             |                                                                  |
| Type                                 | -                                           | -                                           | -                                           | -                                           | Lithium-ion                                                      |
| Capacité brute (kWh)                 | -                                           | -                                           | -                                           | -                                           | 6,1                                                              |
| Autonomie WLTP (km)                  | -                                           | -                                           | -                                           | -                                           | 12                                                               |
| Puissance maximale de charge         |                                             |                                             |                                             |                                             |                                                                  |
| en courant alternatif monophasé (kW) | -                                           | -                                           | -                                           | -                                           | 3,7                                                              |
| Temps de recharge                    |                                             |                                             |                                             |                                             |                                                                  |
| sur une prise domestique             | -                                           | -                                           | -                                           | -                                           | 3 heures 30                                                      |
| sur une borne 11 kW                  | -                                           | -                                           | -                                           | -                                           | 1 heure 40                                                       |

## Finitions

### Série limitée
- Mercedes-AMG GT 63 Pro 4Matic+ « Motorsport Collectors Edition » (2024)[8]
  - Limitée à 200 exemplaires, elle s’inspire de la décoration de la Formule 1 2024 de Lewis Hamilton et George Russell.